# Liste der Biografien/Brn
Liste der Biografien |
Portal Biografien |
Personensuche
# |
A |
B |
C |
D |
E |
F |
G |
H |
I |
J |
K |
L |
M |
N |
O |
P |
Q |
R |
S |
T |
U |
V |
W |
X |
Y |
Z |
?
 
Ba |
Be |
Bd |
Bg |
Bh |
Bi |
Bj |
Bl |
Bm |
Bn |
Bo |
Br |
Bs |
Bu |
Bw |
By |
Bz
 
Bra |
Brc |
Brd |
Bre |
Brg |
Bri |
Brj |
Brk |
Brl |
Brn |
Bro |
Brp–Brt |
Bru |
Brv |
Bry |
Brz
Die Liste der Biografien führt alle Personen auf, die in der deutschsprachigen Wikipedia einen Artikel haben. Dieses ist eine Teilliste mit 7 Einträgen von Personen, deren Namen mit den Buchstaben „Brn“ beginnt.

## Brn

### Brna
- Brnabić, Ana (* 1975), serbische PolitikerinAna Brnabić (* 1975)

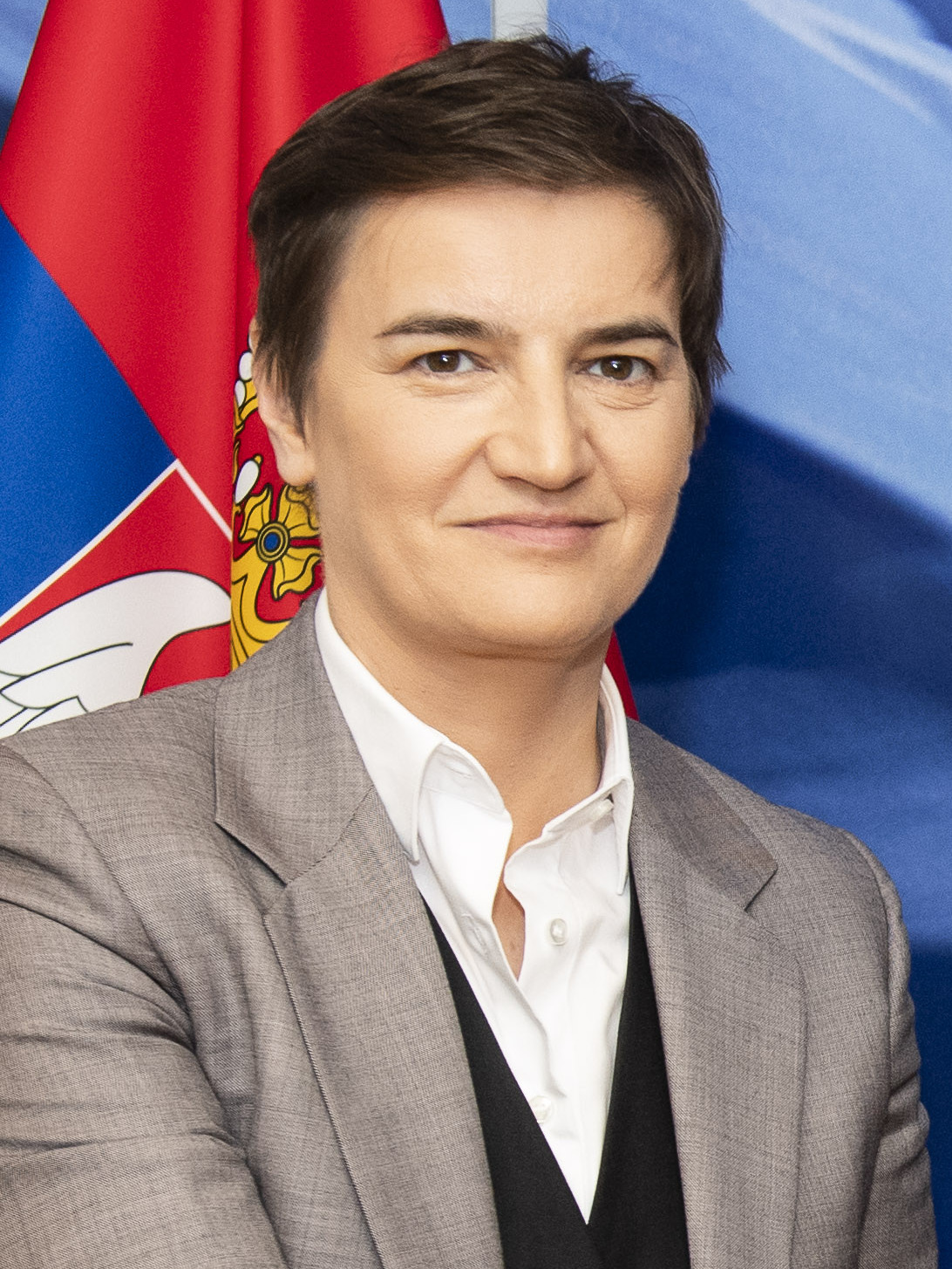
Ana Brnabić (* 1975)

- Brnas, Stipe (* 1969), kroatischer Fußballspieler und -trainer

### Brnc
- Brnčić, Gabriel (* 1942), chilenischer Komponist

### Brni
- Brnić, Ivica (* 1979), Architekt, Autor und Professor an der Technischen Universität Wien

### Brno
- Brnović, Nenad (* 1980), montenegrinischer Fußballspieler
- Brnović, Tatjana (* 1998), montenegrinische Handballspielerin
- Brnovich, Mark (* 1966), US-amerikanischer Jurist und Politiker (Republikanische Partei)